# Gagea schugnanica
Gagea schugnanica là một loài thực vật có hoa trong họ Liliaceae. Loài này được Levichev & Navruzsh. miêu tả khoa học đầu tiên năm 1997.